# HMAS Olive Cam
El HMAS Olive Cam fue un dragaminas auxiliar operado por la Marina Real Australiana (RAN) durante la Segunda Guerra Mundial. Fue botado en 1920 por Cook, Welton & Gemmell en Beverley con el nombre de Nodzu. El barco operó en aguas australianas desde 1929 y fue requisado por la RAN el 3 de septiembre de 1939. Fue devuelto a sus propietarios en 1946 antes de naufragar cerca del faro de Green Cape, Edén, Nueva Gales del Sur, el 2 de noviembre de 1954, con la pérdida de tres vidas.

## Hundimiento
El 2 de noviembre de 1954, naufragó en 37°09′04″S 150°00′26″E / -37.151107, 150.007120 cerca del faro de Green Cape, Edén, Nueva Gales del Sur, causando la muerte de tres de sus tripulantes.